# Siebengebirge

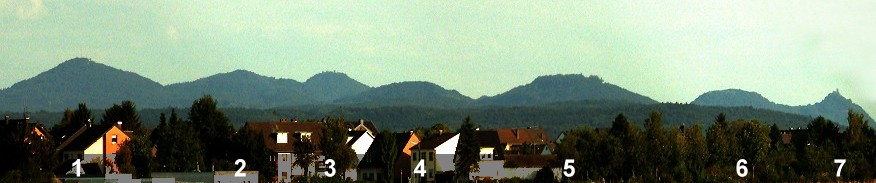
Siebengebirge aus nordwestlicher Ansicht. 1: Oelberg. 2: Lohrberg. 3: Löwenburg. 4: Nonnenstromberg. 5: Petersberg. 6: Wolkenburg 7: Drachenfels

Das Siebengebirge ist ein rechtsrheinisches, südöstlich von Bonn, im östlichen Stadtgebiet der Städte Bad Honnef und Königswinter gelegenes Mittelgebirge, das aus mehr als 50 Bergen und Anhöhen besteht. Es ist vulkanischen Ursprungs und vor etwa 25,5 Millionen Jahren im Oligozän entstanden. Das letzte vulkanische Ereignis fand im Miozän statt und führte zur Entstehung des Petersberges. Das Siebengebirge gehört komplett zum Naturpark Siebengebirge, einem der ältesten Naturparks Deutschlands. Der Schutz ist in einem spezifischen Regelwerk geregelt. Das Naturschutzgebiet Siebengebirge mit noch stärkeren Schutzvorschriften ist etwas enger gefasst, enthält gleichwohl, neben dem nördlich angrenzenden Westteil des Ennerts und der sich im Süden ans Gebirge anschließenden Nordhälfte des Rheinwesterwälder Vulkanrückens, das komplette Siebengebirge. Es ist das größte zusammenhängende Naturschutzgebiet Nordrhein-Westfalens. Das Siebengebirge wurde 2006 in die Liste der 77 ausgezeichneten Nationalen Geotope aufgenommen.
Seit der Auflösung der Hauptgruppe 325 Rheinwesterwald im Jahre 1960 wird das Siebengebirge im Handbuch der naturräumlichen Gliederung Deutschlands zum Mittelrheingebiet (Unteres Mittelrheingebiet) gezählt.

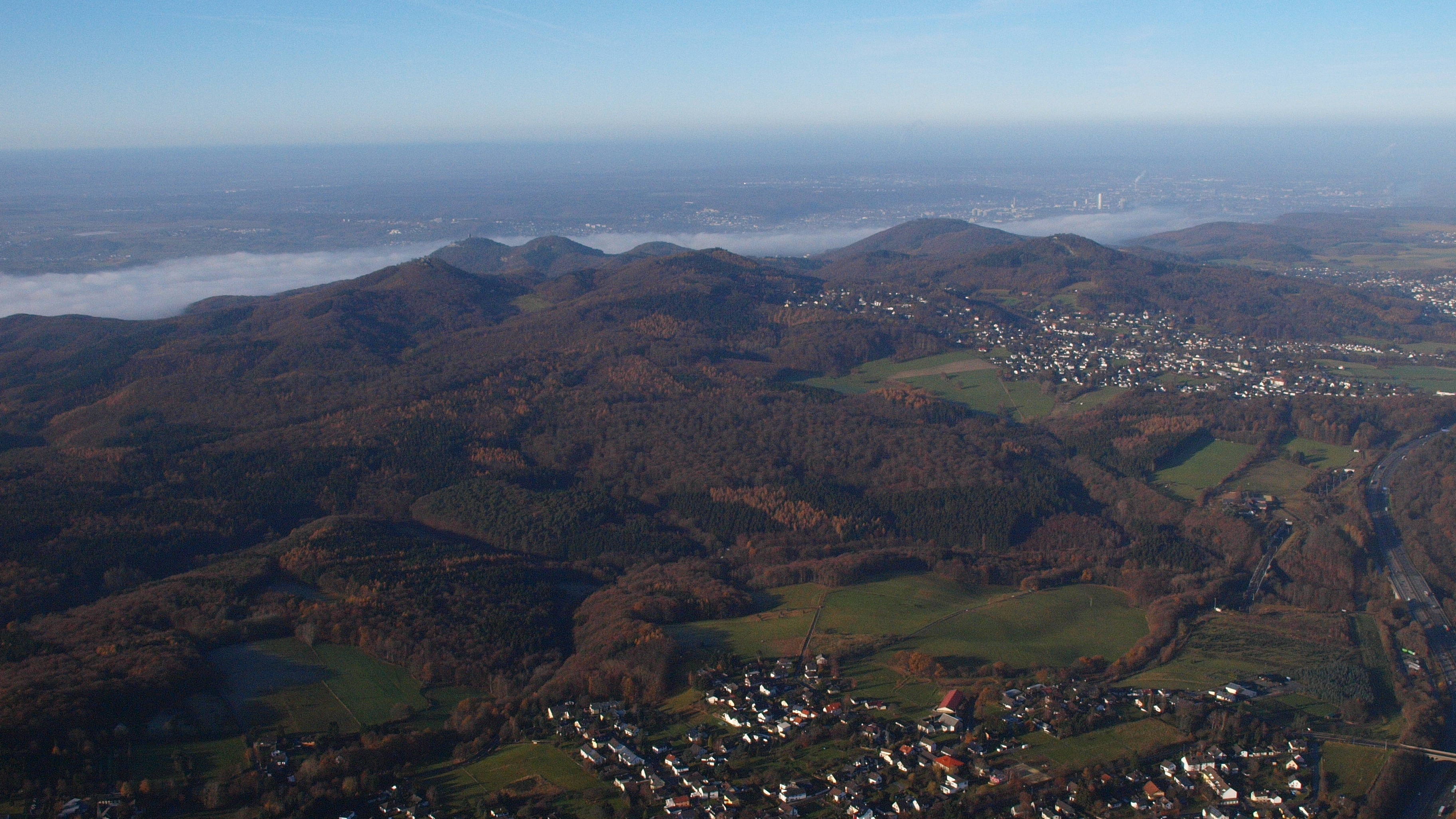
Das Siebengebirge aus südöstlicher Richtung (Luftaufnahme)

## Die Berge des Siebengebirges
Folgende, nachfolgend nach Höhe geordneten Erhebungen sind von Bedeutung (Höhe und Lage je in Klammern, die „großen 7 Berge des Siebengebirges“ sind fettgedruckt):
- Großer Ölberg (460,7 m, Osten) mit Gipfelrestaurant
  - Kleiner Ölberg (331,7 m; nördlicher Nebengipfel des Großen Ölbergs, nordöstlicher Randberg)
- Löwenburg (455 m, Osten) mit Burgruine
- Lohrberg (432,8 m, Osten)
- Nonnenstromberg (335,9 m, Westen)
- Petersberg (335,9 m, Westen), Name im früheren Mittelalter Stromberg, mit keltischem Ringwall, Peterskapelle, Gästehaus der Bundesrepublik Deutschland
- Wolkenburg (324 m, Westen)
- Rosenau, auch Große Rosenau (322,1 m, Osten); mit Burgruine
- Drachenfels (320,7 m, westliches Siebengebirge) mit Burgruine und Gipfelrestaurant
- Großer Breiberg (312,9 m, Westen)
- Stenzelberg (287 m, östlicher Randberg); ehemaliger Kletterberg
- Hirschberg (256,8 m, westlicher Randberg)
- Dollendorfer Hardt (246,7 m, nördlichster Berg des (westlichen) Siebengebirges)
- Weilberg (242,1 m, östlicher Randberg); erstmalige Vergabe des Europadiploms für das Siebengebirge am 15. Oktober 1971

Die folgende interaktive Karte visualisiert die Lage der Berge des Siebengebirges.

## Herkunft der Bezeichnung „Siebengebirge“

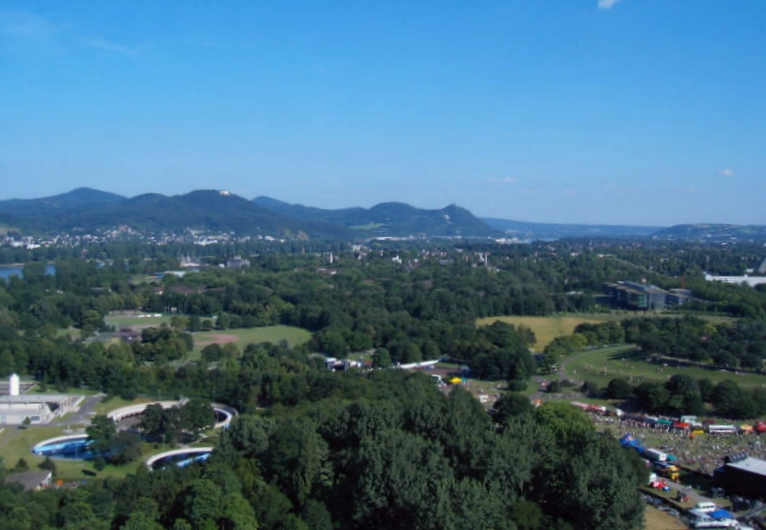
Luftbild des Siebengebirges mit den Bonner Rheinauen

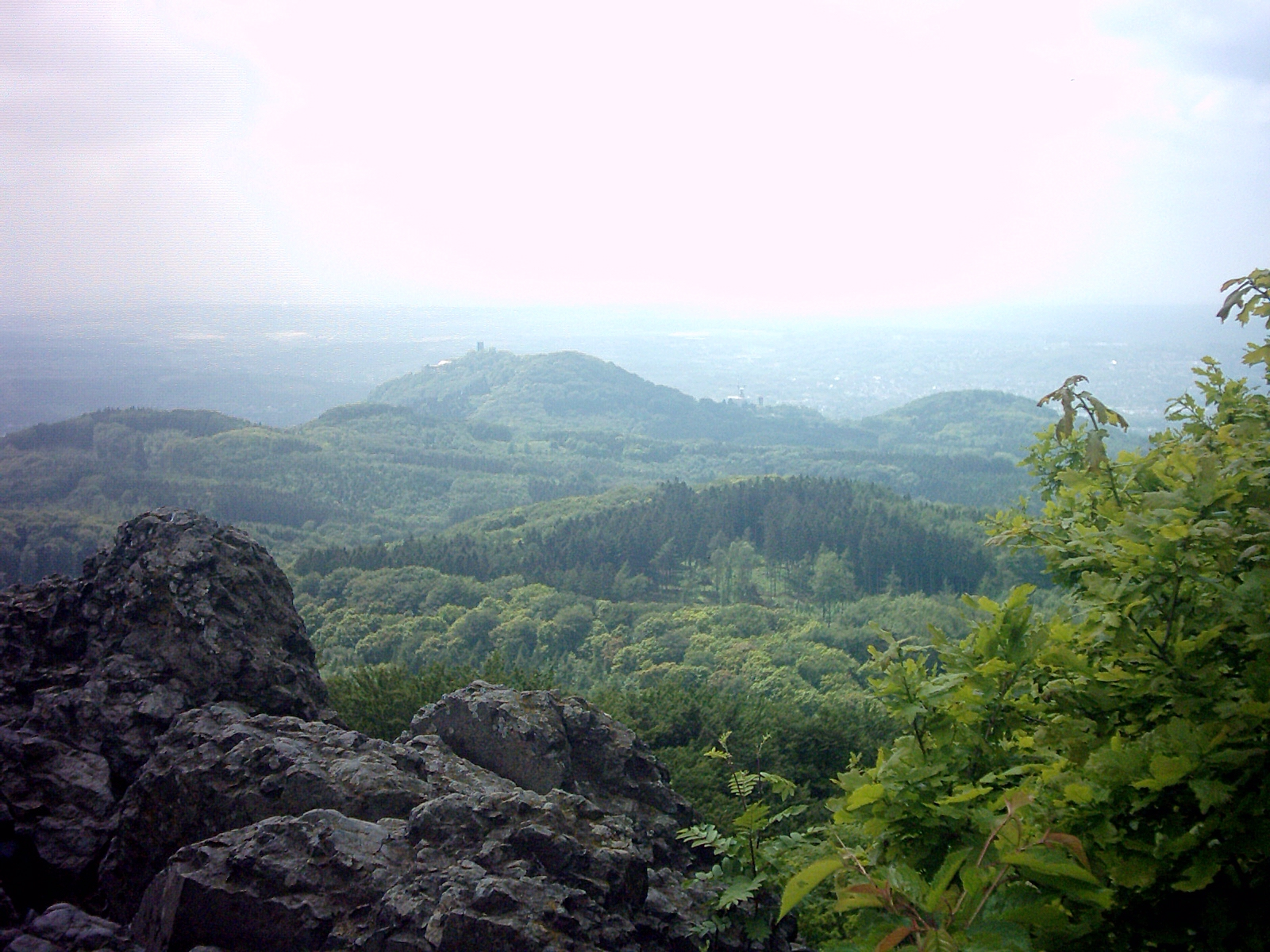
Blick vom Ölberg über die Gipfel des Siebengebirges

Die Entstehung der Bezeichnung „Siebengebirge“ ist nicht eindeutig geklärt. Es existieren verschiedene Erklärungen:
1. Die älteste Namensnennung (Moller, 1590) lautet Sieben Berge (septem montes). Je nach Blickrichtung rheinauf- oder abwärts erkennt man tatsächlich etwa sieben Berge, obwohl sie nicht immer dieselben und auch nicht die höchsten sind. Vom Kölner Dom und vom Kölntriangle aus sind diese sieben Berge deutlich auszumachen. Diese Erklärung ist die landläufig meistgenannte, wenn auch in der nicht ganz richtigen Form, dass die Bezeichnung „Siebengebirge“ genau auf die sieben Hauptgipfel hinweist. Vielmehr steht die Zahl sieben häufig symbolisch für Gesamtheit, z. B. „Siebensachen“ oder auch „Siebenbürgen“.
2. Außerdem erscheint die auch als magisch betrachtete Zahl sieben naheliegend für ein Gebirge, das bis zum beginnenden 19. Jahrhundert als abweisend, schwer durchdringlich, unheimlich und als Schauplatz von Sagen und Spukgeschichten galt. Z. B. staute sich einer Legende nach der Rhein an dieser Stelle, weil sich dort eine Hügelkette befand. Hinter dieser Kette lag eine Stadt, die darunter litt, dass sie kein Wasser bekam. Also beschlossen die Bürger, sieben Riesen damit zu beauftragen, den Rhein zu befreien. Nach getaner Arbeit reinigten die Riesen ihre Spaten, und so entstanden die Berge. Eine andere Version, rheinaufwärts angesiedelt, lautet: Sieben Riesen wurden aus Holland gerufen, um das Binger Loch zu graben, damit der Rhein abfließen konnte. Nach getaner Arbeit rasteten sie auf dem Heimweg nach Holland bei Königswinter und stießen ihre Spaten in die Erde. Als sie weiterzogen, blieben die Erdbrocken von den Spaten als sieben Berge zurück.
3. Sieben könnte durch Volksetymologie aus dem ripuarischen Wort Siefen entstanden sein, das ein feuchtes Bachtal bezeichnet, oder aus Sieden, wegen der Seifensieder, die in den Tälern tätig waren; da das Seifensieden mit Geruchsbelästigung verbunden ist, sei dieser Berufszweig aus den umliegenden Ortschaften in die abgelegenen Täler verlagert worden. Für diese volksetymologischen Erklärungen gibt es jedoch keine Belege: Bereits die älteste historisch nachgewiesene Bezeichnung lautet, wie oben erwähnt, nach der Zahl sieben.

Geringere lokale Verbreitung hat der Name „Siebenhaargebirge“. Zur Bedeutung von „Haar“ als (bewaldeter) Höhenzug siehe Hardt (Toponym) und vgl. Haard, Haarstrang, Hardthöhe, Rothaargebirge, Harz usw.

## Entstehung des Siebengebirges
Das Hügelland des Siebengebirges geht zurück auf vulkanische Aktivität im Oligozän. Durch Hebung des gesamten Gebiets, die im Pleistozän und Holozän bis heute anhält, wurden die alten vulkanischen Ablagerungen im Zusammenhang mit dem erst jetzt entstehenden Rheinischen Schiefergebirge mit angehoben und zu großen Teilen wieder abgetragen (erodiert). Die Hügelkuppen blieben dabei erhalten, weil das Gestein härter ist als das umgebende und damit der Erosion besser widerstanden hat. Das Siebengebirge ist also vulkanisch entstanden, aber die heutigen Kuppen sind keine Vulkane, sondern von der Erosion freipräparierte Härtlinge.
Geologischer Untergrund der Vulkanite des Siebengebirges sind, wie im gesamten Rheinischen Schiefergebirge südlich und östlich davon, feinkörnige, unverwittert schwarz gefärbtem Tonsteine, die im geologischen Zeitalter des Unterdevon (Siegen-Stufe, Pragium nach moderner Namensgebung) vor etwa 410 Millionen Jahren im Küstenbereich eines südlich anschließenden Ozeans abgelagert wurden, sie werden in der Region den sog. Herford-Schichten zugeordnet. Die mehrere Kilometer mächtigen Sedimente wurden bei der variszischen Gebirgsbildung im Erdzeitalter des Karbon zu einem Hochgebirge aufgefaltet, das aber schnell wieder abgetragen wurde und schon im Perm, also noch im Erdaltertum, völlig eingeebnet wurde. Das heutige Siebengebirge war danach, wie fast ganz Mitteleuropa, Teil einer ausgedehnten Tiefebene, die verschiedene Male vom Meer überflutet wurde, in der Regel war die Region als Teil einer Rheinischen Insel Festland und damit Abtragungsgebiet.
Tektonische Aktivität begann im Oligozän, einer Zeitstufe des Paläogen (meist noch, nach älterer Nomenklatur Tertiär genannt), diese Fastebene aufzubrechen. Das tektonische Spannungsfeld geht zurück auf Spannungen der kontinentalen Erdkruste im Rahmen der alpidischen Gebirgsbildung, also der Auffaltung der Alpen durch Kollision der Kontinente Afrika und Europa, wobei neben Einflüssen aus den Alpen auch solche der Pyrenäen im Südwesten und der Bildung des Nordatlantischen Ozeans Einfluss genommen haben. Dabei bildeten sich der Oberrheingraben und der damit nicht direkt verbundene Niederheingraben (mit dem Roer-Graben als aktivster Bruchlinie), an denen die Erdkruste einsank, während sich die umgebende Landschaft langsam hob (vgl. Westeuropäisches Riftsystem). Die meisten Wissenschaftler gehen zudem von einer Plume genannten Auftriebszone von heißem Mantelgestein im Bereich des Rheinischen Schiefergebirges aus. In der gedehnten und zerbrochenen kontinentalen Kruste stieg an Bruchlinien (meist alten Verwerfungen, die nun reaktiviert wurden), Magma auf und bildete die Vulkane der Zentraleuropäischen Vulkanprovinz, von der das Siebengebirge ein kleines Teilgebiet bildet. Die Vulkanite liegen dabei nicht direkt dem gefalteten paläozoischen Grundgebirge auf, dazwischen eingeschaltet sind zwei Schichten geringmächtiger tertiärer Sedimente. Die etwa 3 bis 10 m mächtigen „tonigen liegenden Schichten“ aus unverfestigtem Ton sind entweder Rest der im damaligen tropischen Klima tiefgründig verwitterten Tonsteine selbst, oder von langsam fließendem Wasser zusammengeschwemmte Bildungen daraus. Darüber folgt eine, aus Sand und meist verfestigten Quarz-Kieseln bestehende Schicht, die von einem Fluss in die damals vom Meer eingenommene Niederrheinische Bucht eingeschwemmt wurden (dieser Fluss war nicht der noch nicht existierende Rhein, sondern vermutlich ein verschwundener Fluss mit Einzugsgebiet im Südosten). Die Niederrheinische Bucht war zu dieser Zeit tatsächlich eine flache Meeresbucht, ihre Küste lag etwa auf der Höhe der heutigen Stadt Bonn. Die mächtigen tertiären Sedimente der Niederrheinischen Bucht (in denen in Phasen von Meeres-Regressionen ausgedehnte Sumpfwälder wuchsen, deren Reste heute als Braunkohle abgebaut werden) erreichen das Siebengebirge selbst nicht mehr, dieses liegt am südöstlichen Ende der Bucht fast genau an der Spitze der dreieckig-trichterförmigen Einsenkung.
Der Vulkanismus begann im Siebengebirge vor ca. 26 Millionen Jahren (im Chattium) mit gewaltigen, explosiven Ausbrüchen (plinianischen Eruptionen), bei denen gewaltige Mengen (abgeschätzt 10 Kubikkilometer) vulkanischer Gesteinsfragmente (Pyroklasten) aus einer Eruptionswolke herabfielen. Hinzu kamen vulkanische Schlammströme, Lahare genannt und bodennahe Eruptionswolken, sogenannte base surges. Das herausgeschleuderte Material bildete eine ausgedehnte, mehrere hundert Meter mächtige Decke aus Tuffstein. Dieser weiche und lockere Stein ist aber fast überall wieder abgetragen worden und heute nur noch im Siebengebirge erhalten. Dies liegt vermutlich daran, dass hier nach Entleerung der Magmakammer eine Caldera eingebrochen ist und der in dieser Senke liegende Tuff vor Abtragung geschützt war, das ist aber nicht mit Sicherheit nachgewiesen. Die Tuffe sind heute noch im Maximum etwa 200 Meter mächtig. Die Lage der Vulkanschlote, die den Tuff förderten, ist nicht sicher bekannt. In den Tuff drangen bei relativ bald folgenden, erneuten Vulkanausbrüchen an mehreren, nahe beieinander liegende Stellen stark kieselsäurereiche und dadurch zähflüssige Magmen ein, die nach Erstarrung ein als Trachyt bezeichnetes Gestein bildeten. Es handelte sich also um kuppelförmige Lavadome. Nach der Orientierung darin bei Abkühlung gebildeter Kristalle wurde erschlossen, dass der Dom des Drachenfels im Tuff stecken geblieben ist, also nie die Oberfläche erreichte (Quellkuppe), während die benachbarte Kuppe der Wolkenburg den Tuff durchstoßen konnte. Neben Quellkuppen bildet der Trachyt (und verwandte kieselsäurereiche Vulkanite wie Latit) Lager, Gänge und Spaltenfüllungen im Tuff, die teilweise durch Erosion freigelegt wurden. Der Vulkanismus, der die kieselsäurereichen Vulkanite förderte, hat nach radiometrischer 39Argon-40Argon-Datierung vor 25,9 ± 0,3 Millionen Jahren eine kurze Periode, gleichzeitig oder fast gleichzeitig, angedauert. Das Alter wird bestätigt durch datierte Fossilfunde aus der Fossillagerstätte Rott im Norden des Siebengebirges, einem ehemaligen, vulkanisch entstandenen Maarsee.
Zusätzlich zu den kieselsäurereichen Vulkaniten bildeten andere Vulkane im Siebengebirge (wie in der westlich angrenzenden Hocheifel und im östlich gelegenen Westerwald) kieselsäureärmere, basische Laven, die bei Abkühlung ein Basanit genanntes Gestein bildete. Das feinkörnige, dunkle Gestein wird in der Feldansprache (Alkaliolivin-)Basalt genannt, weil es ohne chemische Analyse nicht von anderen feinkörnigen Vulkaniten unterscheidbar ist. Dieser Vulkanismus dauerte eine etwas längere Periode an, er erfolgte etwa gleichzeitig mit, aber weit überwiegend erst nach dem sauren Vulkanismus, Altersangaben reichen überwiegend von 25 bis 23, selten bis 19 Millionen Jahre Alter. Solche Basaltkuppen sind im Siebengebirge etwa der Petersberg und der Nonnenstromberg. Die Basaltvorkommen gehen meist direkt auf Förderschlote des Vulkanismus zurück, bei den größeren Kuppen hatte sich möglicherweise ein Lavasee in einem (heute restlos erodierten und verschwundenen) Schlackenkegel gebildet. Lavaströme sind nur in winzigen Resten erhalten. Alle Vulkane des Siebengebirges förderten nur kurze Zeit, viele sind möglicherweise nur ein einziges Mal ausgebrochen (sog. monogenetische Vulkane). Lange Zeit fördernde Schichtvulkane, typisch für den Vulkanismus an Subduktionszonen, hat es weder hier noch in anderen Gebieten der zentraleuropäischen Vulkanprovinz gegeben. Basaltischer Vulkanismus ist in der Region nicht auf das Siebengebirge beschränkt. Die Vulkankuppen im Osten wie der Leyberg stehen aber eher mit dem Westerwälder Vulkangebiet in Verbindung.
Erst im Pliozän vor etwa 5 bis 7 Millionen Jahren, also lange nach dem Vulkanismus, begann sich das Mittelrheintal, zunächst als kaum merkliche „Breitterrasse“ in das sich hebende Rheinische Schiefergebirge einzuschneiden. Zu diesem Zeitpunkt lagen die Hügel des Siebengebirges, wie die gesamte Landschaft, noch beinahe auf Meeresspiegelniveau und bildeten allenfalls flache, kaum aus der breiten Talung herausragende Buckel. Die pleistozänen „älteren Hauptterrassen“ liegen heute in Höhenlagen von 200 bis 225 m. Das Siebengebirge verdankt seine heutige markante Gestalt, über dem Rheintal, also erst dieser Hebung, die noch heute andauert. Dabei sind über Hundert Meter umgebendes Gestein erodiert worden und haben die ehemaligen Vulkanintrusionen als Härtlinge freigelegt.

## Frühere Nutzung des Siebengebirges

### Steinbrüche

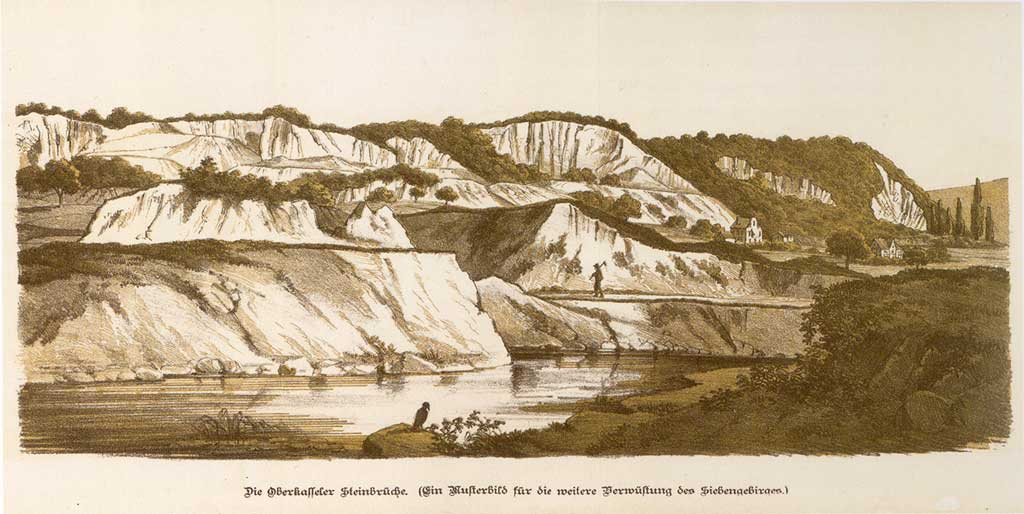
Oberkasseler Steinbrüche

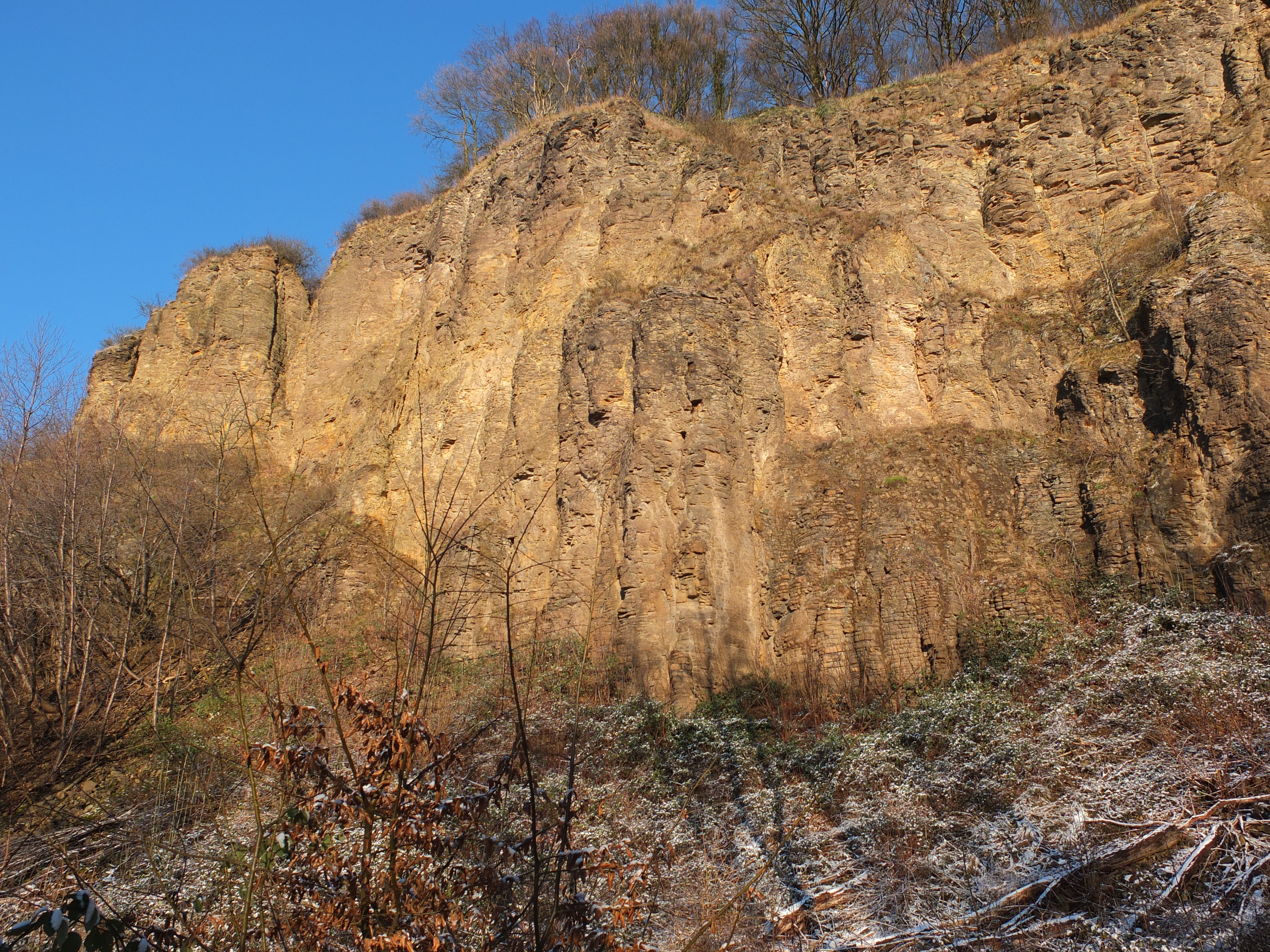
Der Basaltzug, die „Rabenlay“, trägt an der südlichen Stelle den Namen „Kuckstein“.

Bereits im 1. Jahrhundert n. Chr. entstanden im Siebengebirge die ersten römischen Steinbrüche. Die Römer eröffneten drei Steinbrüche am Drachenfels, dem Rüdenet und am Großvaterstuhl. Dort wurde Trachyt abgebaut, das mit Schiffen auf dem Rhein abtransportiert wurde. Vermutlich diente das harte Gestein dem Bau von repräsentativen Gebäuden.
Nach dem Zerfall des römischen Reiches kam es erst im 11. Jahrhundert zur Wiedereröffnung zahlreicher Steinbrüche. Die nun abgebauten Gesteine wurden zum Bau zahlreicher rheinischer Kirchen genutzt. Der Bau des Kölner Doms wurde bereits im Jahr 1248 mit Steinen des Siebengebirges angefangen, der Abbau dafür hielt 312 Jahre bis in das Jahr 1560 an.
Weitere Steinbrüche wurden von der Zisterzienserabtei Heisterbach (dem heutigen Kloster Heisterbach) betrieben und zur Errichtung des Klostergebäudes und der Abteikirche mit Latitgestein genutzt.
Im Jahr 1827 erwarb die Königswinterer Steinhauergewerkschaft den Bergkegel des Drachenfelses und eröffnete im oberen Berghang mehrere Steinbrüche. Ein von der Burgruine ins Tal gestürztes Mauerstück führte zur Einstellung der Steinbrucharbeiten durch die  königliche Regierung in Köln am 4. Mai 1828. Der preußische Fiskus erwarb in den folgenden Jahren den Bergkegel des Drachenfelses für 10.000 Taler und konnte so die Burgruine Drachenfels erhalten.
Der Abbau in zahlreichen weiteren Steinbrüchen im Siebengebirge (Stenzelberg, Wolkenburg, Ennert, Dollendorfer Hardt, Rabenlay) war von dieser Rettungsmaßnahme allerdings nicht betroffen.

### Bergbau
Die in der Devonzeit entstandenen Erzgänge der Buntmetalle Kupfer, Blei und Zink wurden spätestens seit römischer Zeit abgebaut. Seit dem 16. Jahrhundert wurden in Stollen Tuffstein zum Ofenbau in Königswinter gewonnen. Durch den Abbau bis 1960 ist das ca. 48.000 m² große Stollensystem der Ofenkaulen entstanden.
Im Jahre 1857 wurde in den Bonner Jahrbüchern des Rheinischen Landesmuseums der Fund einer römischen Silbermünze vermerkt, die auf dem Virneberg „in einer Tiefe von 18 Fuß gefunden wurde“. 1905 wurde in einem alten Stollen ein römisches Gefäß mit Bronzegegenständen entdeckt.
Bei Rheinbreitbach war der wichtigste St.-Josefs-Gangzug, in dem im Wesentlichen Kupfererz abgebaut wurde. Im Schmelztal und im Einsiedlertal wurden Blei- und Zinkerz gehauen. Zahlreiche Bergwerke gab es in den Aegidienberger Ortsteilen Neichen und Brüngsberg und im nahegelegenen Quirrenbach. Die nördlichsten Vorkommen des Abbaugebietes lagen bei Bennerscheid.
Mit dem Verfall der Buntmetallpreise kam der Bergbau im Siebengebirge ab 1875 zum Erliegen.

## Schutz des Siebengebirges

### Geschichte

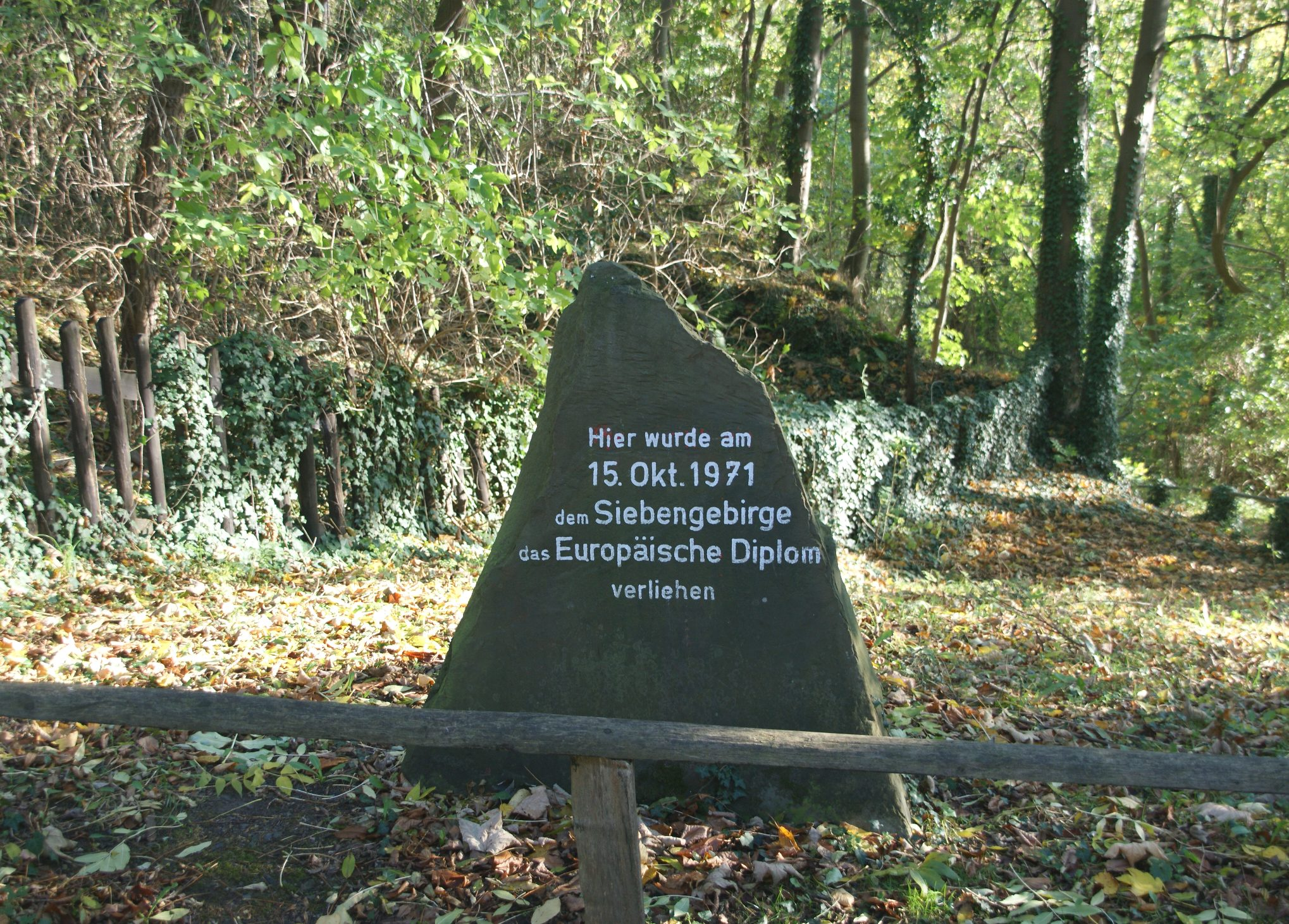
Weilberg – Europäisches Diplom

Die zahlreichen Steinbrüche zwischen dem 1. Jahrhundert n. Chr. und dem 19. Jahrhundert führten zu einer sukzessiven Zerstörung der Landschaft. Die Steinbrüche drohten das Siebengebirge völlig zu verwüsten. Um den markantesten Berg und seine Burgruine vor dem Steinbruchbetrieb und damit der endgültigen Veränderung zu retten, enteignete der preußische König, ohne eine Rechtsbefugnis dafür zu haben, die Besitzer des Drachenfelses. Im Jahre 1836 erwarb die preußische Regierung den Drachenfels samt Burgruine zum Schutze der Natur für 10.000 Taler. Zum Schutz des Siebengebirges wurde 1869 der VVS (Verschönerungsverein für das Siebengebirge) gegründet, dem zahlreiche wohlhabende Bürger aus Bonn angehörten. Nachdem im Jahre 1920 der Begriff des Naturschutzes erstmals gesetzlich verankert wurde, ist das Siebengebirge am 7. Juni 1922 durch den preußischen Minister für Wissenschaft, Kunst und Volksbildung sowie für Landwirtschaft und Forsten (zusammen mit der Lüneburger Heide) zum Naturschutzgebiet erklärt worden. Es ist somit eins der ältesten Naturschutzgebiete Deutschlands. Ein Jahr später wurden durch eine Verordnung der Kahlschlag von Wäldern verboten sowie zahlreiche Pflanzen und Tierarten unter Schutz gestellt. Durch eine weitere Verordnung im Jahre 1930 wurde jede auf Gewinnung von Bodenschätzen gerichtete Tätigkeit untersagt. Es kam zur Einstellung aller Steinbruchaktivitäten.
Insgesamt dreimal wurde in den Jahren 1922, 1925 und 1926 ein Motorradrennen „Goldener Kranz des Siebengebirges“ auf einem Straßenkurs ausgetragen, der von Königswinter aus durch Teile des namensgebenden Siebengebirges führte. Das Rennen galt seinerzeit als größte Motorrad-Rennveranstaltung in Deutschland, spätere Ausgaben wurden auf den 1927 eröffneten Nürburgring verlegt.
Es ist kein Zufall, dass der Anstoß zur Errichtung von Naturparks in Deutschland durch den Naturschützer und Mäzen Alfred Toepfer in einer Rede am 6. Juni 1956 in Bonn erfolgte. Bereits 1956 erfolgte die Einrichtung von Naturparks in Deutschland, und das Siebengebirge gehörte zu den ersten Parks.
1971 wurde durch den Ministerrat des Europäischen Rates der Naturpark Siebengebirge erstmals mit dem Europäischen Diplom (heute: Europäisches Diplom für geschützte Gebiete) ausgezeichnet. Das Siebengebirge ist zudem eines der größten Natura-2000-Gebiete Nordrhein-Westfalens, zu deren Schutz sich die Mitgliedstaaten der EU 1992 mit der Verabschiedung der Fauna-Flora-Habitat-Richtlinie verpflichtet haben.

### Projekt Nationalpark
Zwischen 2007 und 2009 wurde die Einrichtung des 15. deutschen und zweiten nordrhein-westfälischen Nationalparks, des Bürgernationalparks Siebengebirge diskutiert und vom Land, Bonn und dem Rhein-Sieg-Kreis betrieben. Geplant war die Aufwertung des staatlichen Anteils der 4800 Hektar Naturschutzgebiet im Naturpark Siebengebirge zum Nationalpark. Ein Nationalparkzentrum sollte für fünf Millionen Euro aus Landesmitteln in Rhöndorf errichtet werden. In Bad Honnef wurde der Nationalpark durch weite Teile der Bevölkerung abgelehnt; durch den ersten Bürgerentscheid der Stadtgeschichte gleichzeitig mit der Bundestagswahl 2009 wurde im September 2009 der Gemeinde schließlich verboten, die städtischen Anteile des Naturparks an das Land zu verpachten; damit scheiterte der Nationalpark.

### Verschönerungsverein für das Siebengebirge (VVS)

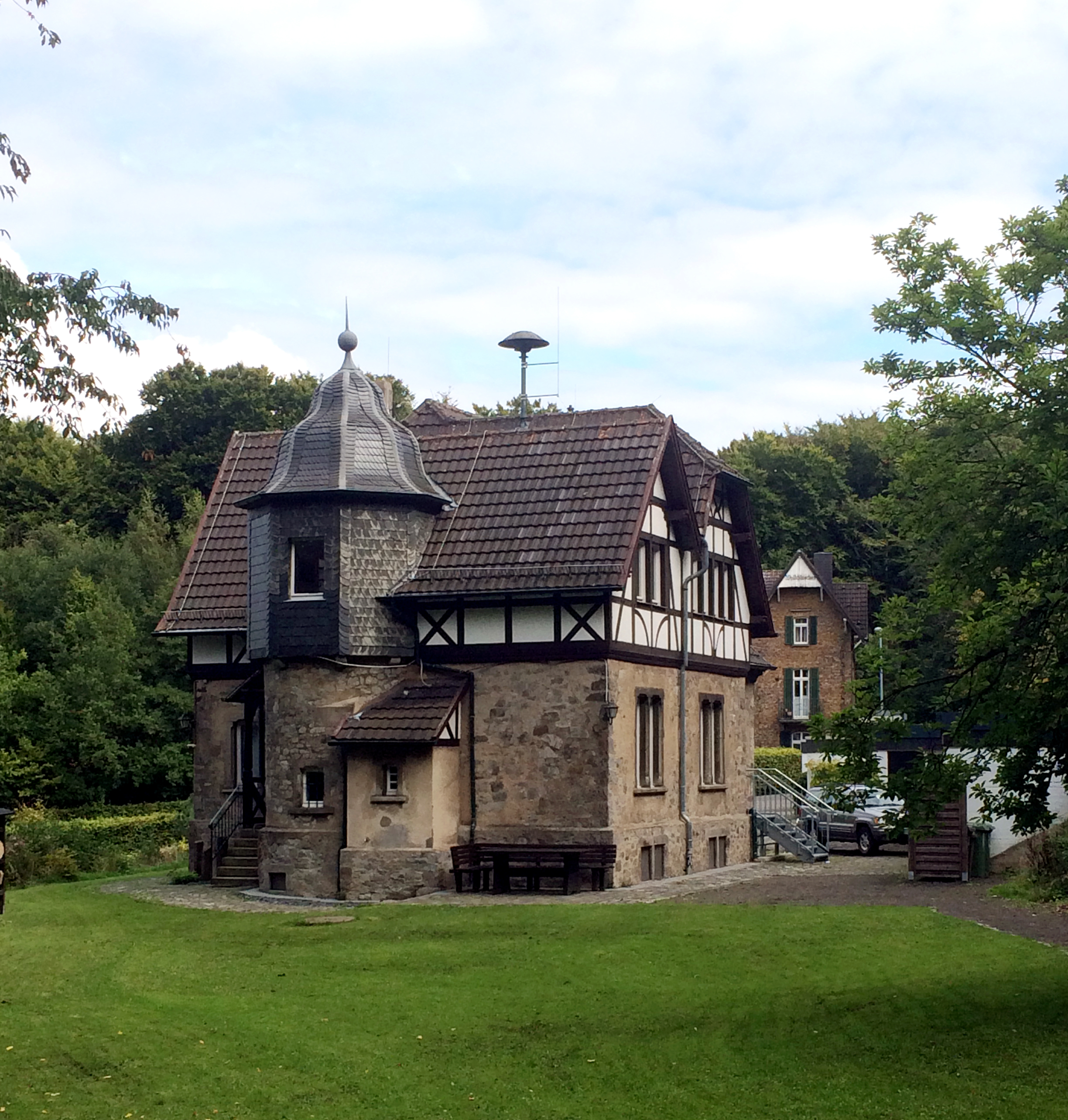
Naturparkhaus auf der Margarethenhöhe. Sitz des VVS.

Der Verschönerungsverein für das Siebengebirge (VVS) war von 1986 bis 2018 Träger des Naturparks. Der Verein wurde am 4. Dezember 1869 in Bonn gegründet. Erster Präsident des VVS war Ernst Heinrich von Dechen. Hauptziel ist der Schutz des Siebengebirges. Der Waldbestand am Drachenfels und an der Löwenburg sowie einige verpachtete Immobilien befinden sich im Besitz des VVS. Forstwirtschaft, der Erhalt und Bau von Wegen sind einige Teilaufgaben. Zurzeit hat der Verein ca. 1.500 Mitglieder, sein Sitz ist im „Naturparkhaus“ auf der Margarethenhöhe, wo auch eine Informationsstelle für das Siebengebirge untergebracht ist.

### Bürgerinitiative Naturschutz-Siebengebirge e. V.
1985 wurde die Bürgerinitiative Naturschutz-Siebengebirge e. V. (BNS) gegründet. Schwerpunkt der Arbeit des Vereins liegt in der Rekultivierung und Pflege alter Streuobstwiesen, Weinbergsbrachen, Magerwiesen, Hecken und Wildobstgebüschen. Ab 1991 kaufte die Nordrhein-Westfalen-Stiftung Naturschutz, Heimat- und Kulturpflege im Naturschutzgebiet Siebengebirge 3,74 ha Land an, welche von der Bürgerinitiative Naturschutz-Siebengebirge betreut werden. Insgesamt betreut der BNS vier Flächen mit 10 ha Land, auf dem etwa 150 Obstbäume stehen.

## Das heutige Siebengebirge

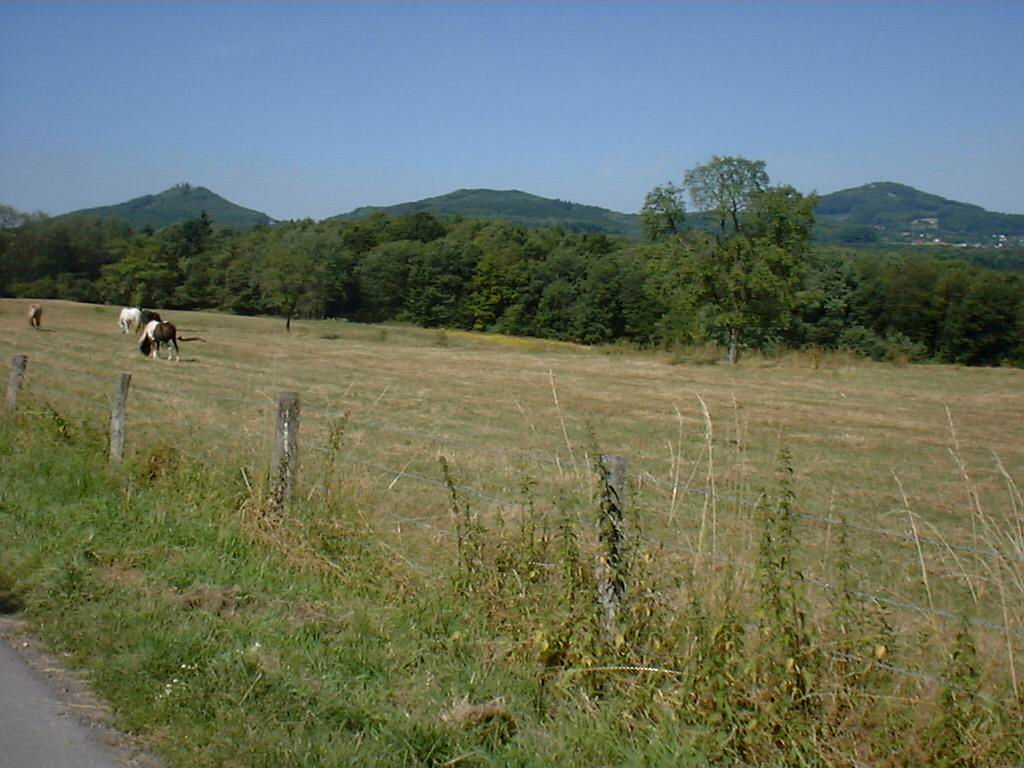
Ansicht von Aegidienberg
v. l. n. r.: Löwenburg, Lohrberg und Großer Ölberg

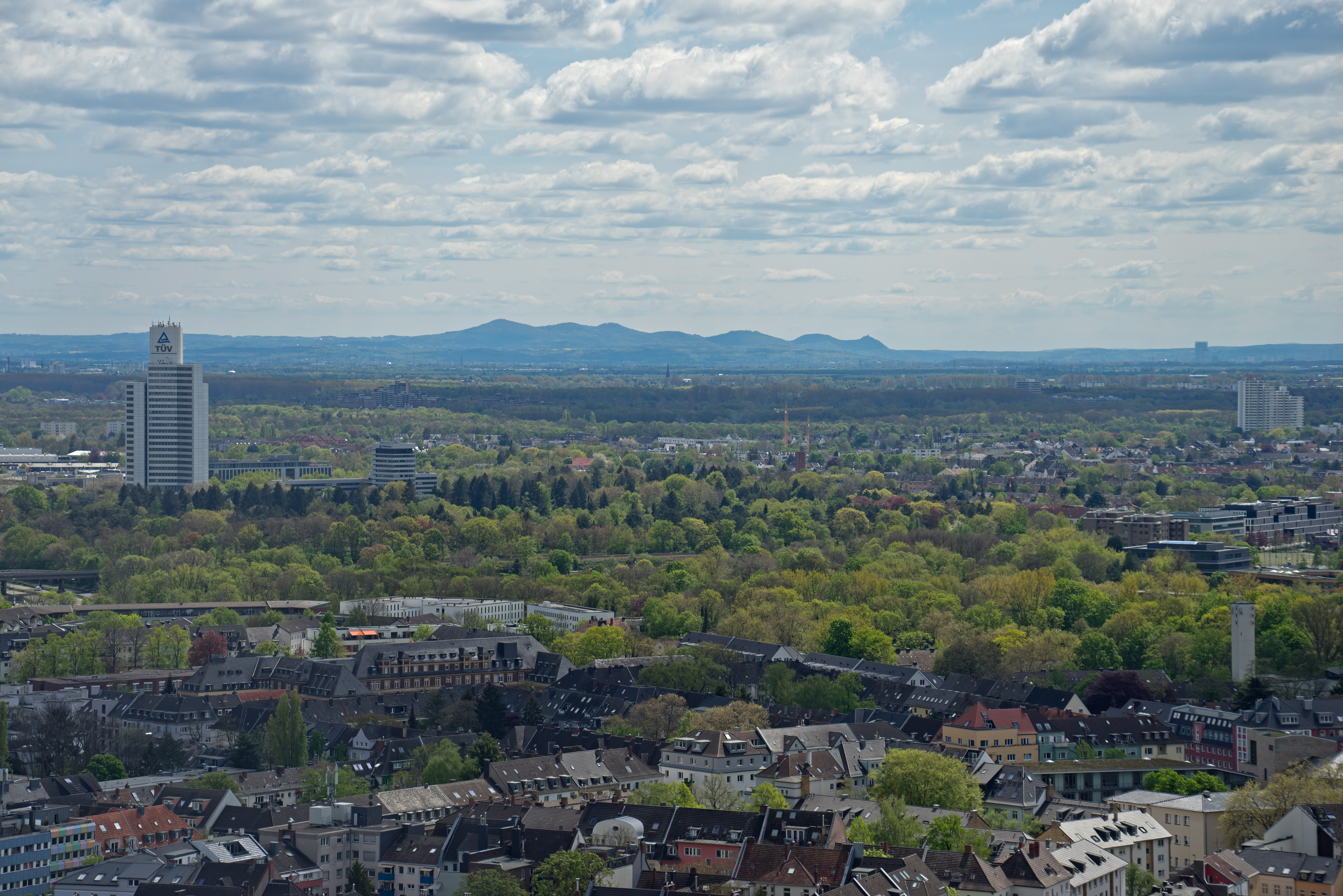
Das Siebengebirge von Norden aus einer Entfernung von über 30 km. Aufnahme vom Kölntriangle.

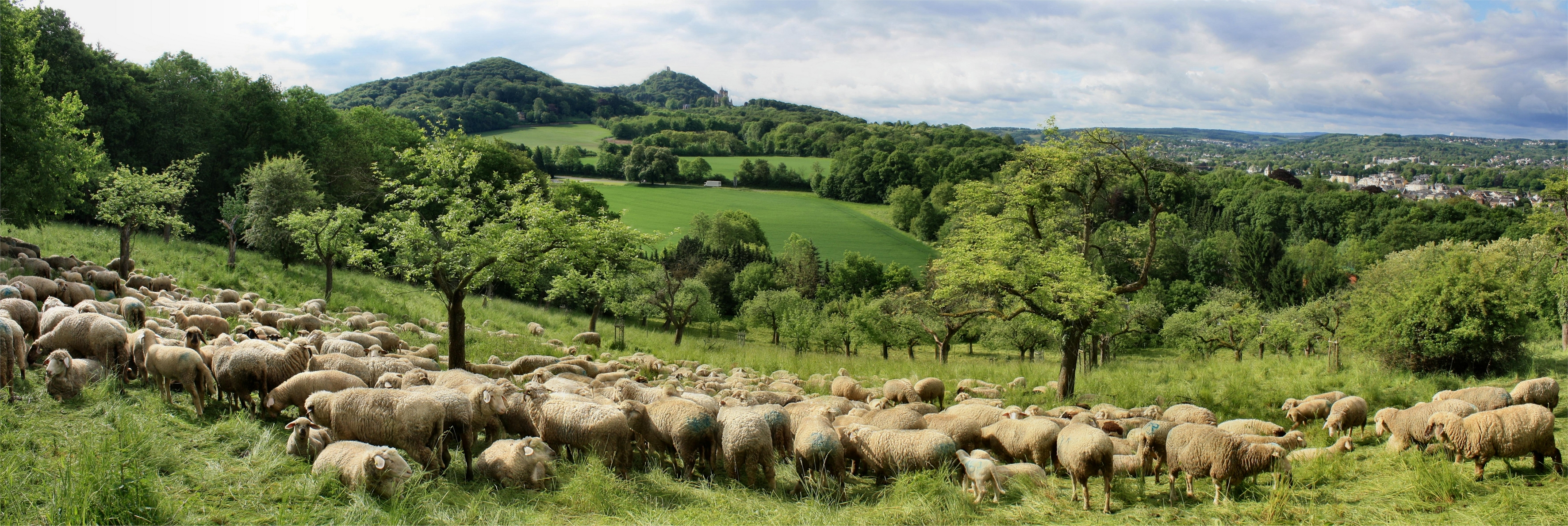
Streuobstwiese am Wintermühlenhof im Siebengebirge bei Königswinter, mit Schafbeweidung

Das Siebengebirge ist eine bewaldete Hügellandschaft. Der Naturpark Siebengebirge umfasst davon ein Areal von 4800 ha und ca. 200 km ausgeschilderte Wanderwege. Die Eigentümer des Siebengebirges sind die Städte Bad Honnef und Bonn, der Verschönerungs-Verein Siebengebirge, die Bundesrepublik Deutschland, die ehemalige Mannesmann AG (nicht endgültig geklärte Besitznachfolge) sowie zahlreiche kleinere Waldbesitzer.
Der Naturpark Siebengebirge dient heute als Erholungsgebiet und wird bis auf die Teile des Naturschutzgebietes land- und forstwirtschaftlich (geregelte Abholzung, Anbau von Wein, Getreide etc.) genutzt.
Politische Bedeutung erlangte das Siebengebirge durch das Grandhotel und spätere Bundesgästehaus auf dem Petersberg.

### Verkehr
Da die Stadt Königswinter seit Jahren massiv Bauland im Siebengebirge ausweist, sind insbesondere die Landesstraßen L 331 (Königswinter–Ittenbach), L 268 (Oberdollendorf–Oberpleis) und L 490 (Oberkassel–Birlinghoven), die diese Gebiete an die Arbeitsplatzschwerpunkte in Bonn anbinden, im Berufsverkehr überlastet. Deshalb fordern die Stadt Königswinter sowie eine Bürgerinitiative den Ennertaufstieg (auch Siebengebirgsentlastung) als Teil der Südtangente, der die A 562 bis zur A 3 mit einer weitgehend oberirdisch und in einem Teilstück als Tunnel geführten Straße durch den Ennert (nördlicher Ausläufer des Siebengebirges) verbinden würde. Andere Bürgerinitiativen, die Stadt Bonn und zahlreiche Orte der Stadt Königswinter lehnen diese neue Straßenverbindung ab.
Da die Realisierungschancen des Projektes aufgrund der Herausnahme aus dem Bundesverkehrswegeplan gesunken sind, wurde ein Verkehrskonzept für den Siebengebirgsraum erstellt und alternative Entlastungsmöglichkeiten geprüft. Nunmehr werden Maßnahmen wie eine Ortsumgehung von Ittenbach und ein Tunnel durch den Großen Ölberg vorgeschlagen. Eine Verbesserung des Öffentlichen Personennahverkehrs wird dagegen von den Verkehrsplanern des Rhein-Sieg-Kreises abgelehnt, die sich weiterhin für die Südtangente einsetzen.

### Wanderwege
Der Rheinsteig von Bonn nach Wiesbaden führt über die schönsten Teile des Siebengebirges. In Königswinter-Oberdollendorf ist ein Stück des dortigen 2,2 km langen Weinwanderweges in den Rheinsteig eingebunden.
Bemerkenswerte Wanderwege findet man auch in den unzähligen Tälern am Westhang des Siebengebirges. Beispiele sind das Nachtigallental (von Königswinter ausgehend) und das Annatal/Tretschbachtal (von Rhöndorf ausgehend).

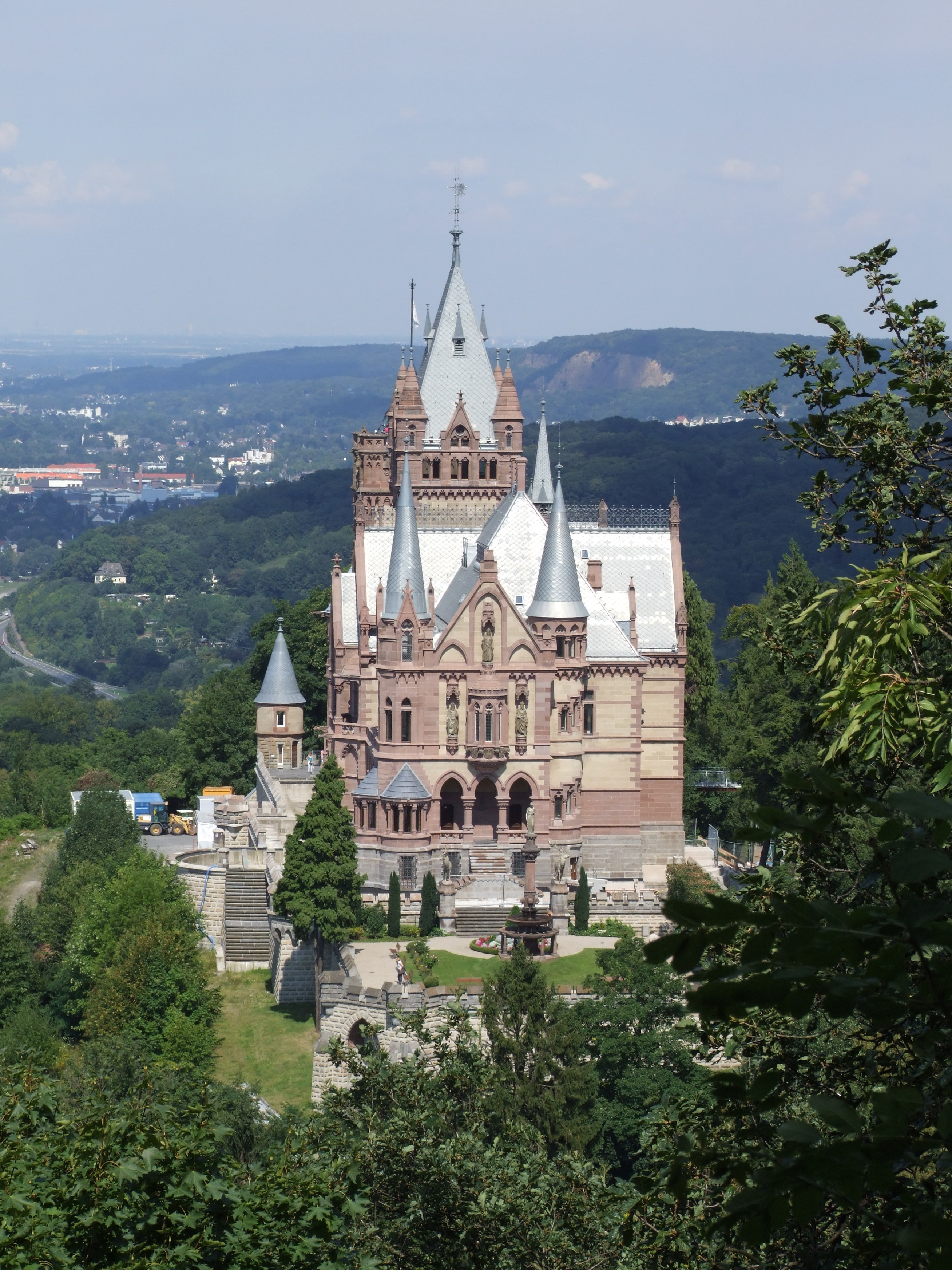
Schloss Drachenburg

### Sehenswürdigkeiten
Im Siebengebirge gibt es neben Wander- und Radwegen durch die vulkanische Bergregion zahlreiche weitere Sehenswürdigkeiten:
- Chorruine Kloster Heisterbach
- Schloss Drachenburg
- Arboretum Park Härle am Fuß des Siebengebirges in Bonn-Oberkassel
- Drachenfels und Drachenfelsbahn
- Burgruine Löwenburg auf dem gleichnamigen Berg bei Bad Honnef
- Siebengebirgsmuseum
- Das Brückenhofmuseum in Königswinter-Oberdollendorf
- Der Weinwanderweg in Königswinter-Oberdollendorf
- Das Konrad-Adenauer-Haus in Rhöndorf

Der Park des Schlosses Drachenburg und das Arboretum Park Härle wurden in die Straße der Gartenkunst zwischen Rhein und Maas aufgenommen.

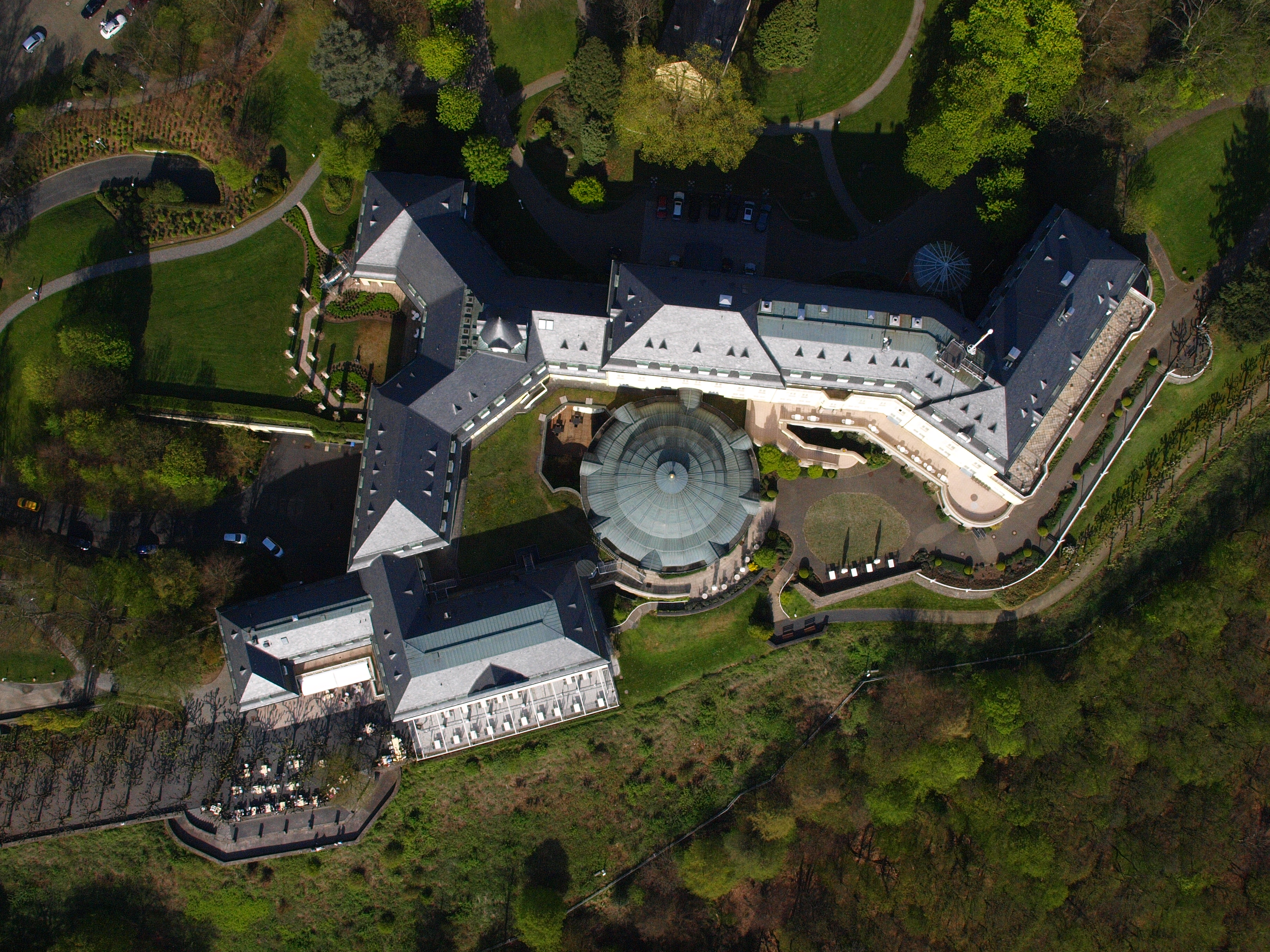
Petersberg – Senkrechtaufnahme

## Legenden und Sagen über das Siebengebirge
Es gibt viele Sagen über das Siebengebirge; die mittelalterliche Sage über Den fiesen Drachen ist eine der bekanntesten.
Sie handelt von einem Drachen, der von seinem Berg – dem Drachenfels – aus auf Handelsschiffe wartete, die auf dem Rhein entlang fuhren. Sobald ein Schiff nahe genug war, spuckte er Feuer in diese Richtung und sah freudig zu, wie die Besatzung verbrannte oder in den Wogen des Rheines ertrank.
Eines Tages kam wieder einmal ein Schiff am Drachenfels entlang. Es war jedoch randvoll mit Pulver beladen, doch dies bemerkte der Drache nicht. Er wartete in einem sicheren Versteck am Hang des Berges und spie wieder sein Feuer in diese Richtung, als das Schiff nahe genug war. Doch konnte er gerade noch sehen, wie das Schiff Feuer fing – denn im nächsten Moment explodierte das Schiff mit einem Knall, den man bis Köln hören konnte. Die Explosion riss den Drachen weit fort, und er wurde nie mehr gesehen.

## Philatelistisches
Mit dem Erstausgabetag 2. Januar 2020 gab die Deutsche Post AG ein Postwertzeichen im Nennwert von 60 Eurocent heraus, das in der Serie Deutschlands schönste Panoramen das Siebengebirge zeigt. Der Entwurf stammt von den Grafikern Stefan Klein und Olaf Neumann aus Iserlohn.

## Liedgut
Das Siebengebirge und das von Königswinter ausgehende Nachtigallental würdigte der bekannte Kölner Liederdichter Willi Ostermann mit dem Lied
„Da, wo die sieben Berge am Rheinesstrande steh’n,
kannst du die blonden Mädel mit blauen Augen seh’n.

Und an die schönen Stunden denkst du dann tausendmal,
wo fröhlich sie marschierten durchs Nachtigallental.“

## Siehe auch

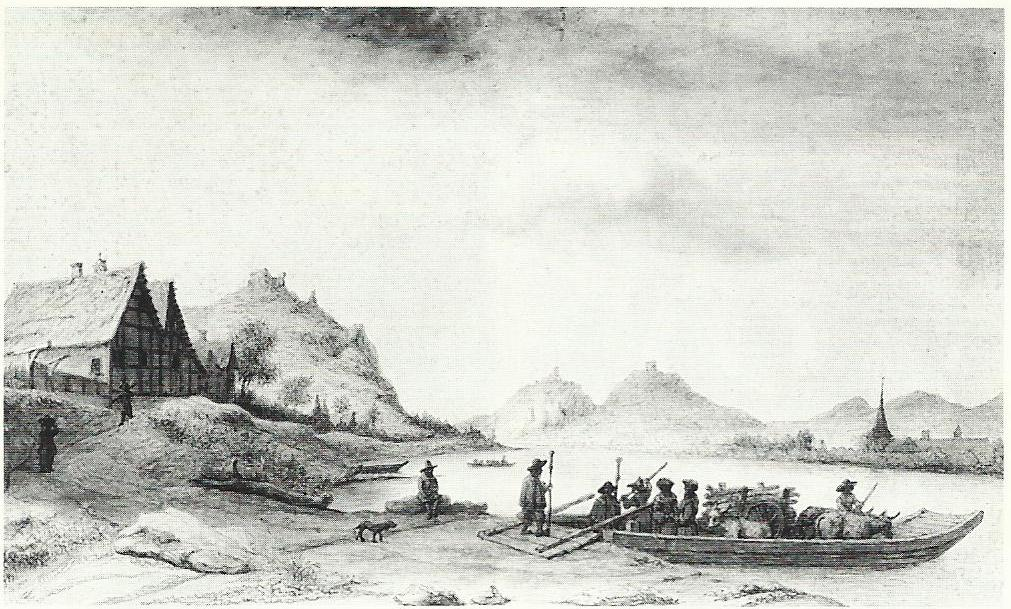
Rheinlandschaft mit Insel und Kloster Rolandswerth sowie Blick auf das Siebengebirge, Federzeichnung 1623

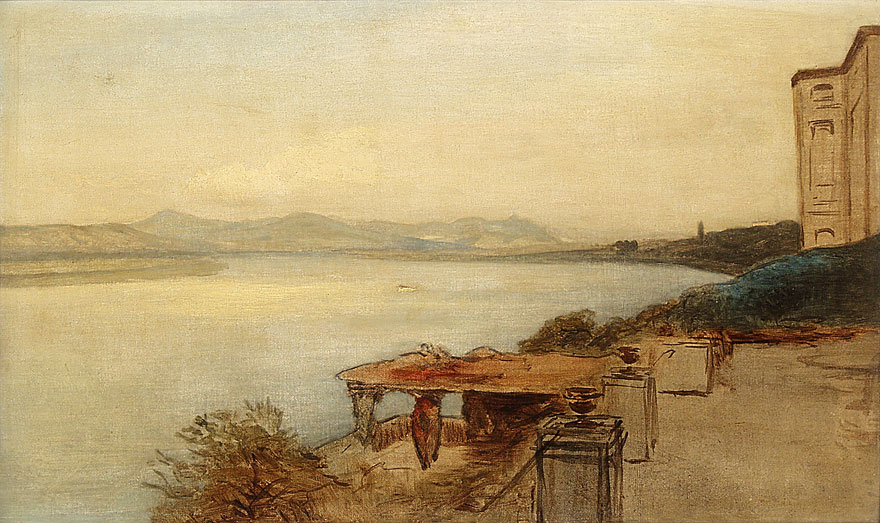
Blick auf das Siebengebirge, Gemälde von Albert Flamm